# Конклав 1774—1775 годов
Конклав 1774—1775 годов был созван после смерти Папы Климента XIV и завершился избранием кардинала Джованни Анджело Браски, который принял имя Пия VI.

## Смерть Климента XIV
22 сентября 1774 года, в возрасте 68 лет, внезапно скончался Папа Климент XIV. В период его понтификата доминирующей проблемой была проблема иезуитов. Различные королевские дворы Бурбонов и Португальского королевства (при династии Браганса) призывали к полному запрещению ордена. Папа пытался защитить иезуитов и выжидал, но в конце концов ему пришлось капитулировать, и в 1773 году он выпустил апостольское бреве «Dominus ac Redemptor», которым уничтожил Общество Иисуса. Генерал ордена, отец Лоренцо Риччи, был заключён в замок Святого Ангела. Тем не менее, у иезуитов всё ещё было много сторонников в Римской курии и в Священной Коллегии кардиналов. Отношение к иезуитам оставалось основным критерием оценки кандидатов на папский престол на последующем Конклаве
Смерть папы часто давала возможность гражданам Рима выразить свои антиклерикальные чувства, часто в контексте сатирических произведений, иногда непристойных, направленных против покойного Папы или кардиналов. В 1774 году губернатор Рима имел возможность запретить драму под названием «Конклав» за оскорбление «достоинства, приличия и почтенного представления Священной Коллегии, а также других лиц в качестве субъектов».

## Статистика участников Конклава
На момент смерти Климента XIV в Священной Коллегии было пятьдесят пять кардиналов, но двое из них умерли в период Sede Vacante, а ещё девять полностью отсутствовали. Сорок четыре кардинала приняли участие в Конклаве, тринадцать из которых были возведены в кардиналы Климентом XIV, двадцать Климентом XIII, десять Бенедиктом XIV и один Иннокентием XIII.
Девять кардиналов отсутствовали, из которых по трое были возведены в кардиналы Бенедиктом XIV, Климентом XIII и Климентом XIV, соответственно.
Скончались в период Sede Vacante двое кардиналов, в том числе один, возведённый в кардиналы Бенедиктом XIV, и один, возведённый Климентом XIII.

## Разногласия в Священной Коллегии
Коллегия кардиналов была в целом разделена на два блока: куриальный, про-иезуитский (дзеланти) и политический, анти-иезуитский. Первый был сформирован итальянскими куриальными кардиналами, выступавшими против светского влияния на Церковь. Второй включал кардиналов короны католических дворов. Эти два блока никоим образом не были однородными. Дзеланти были разделены на умеренную и радикальную группировки. Антииезуитский блок был разделён на несколько национальных групп с различными интересами.
Лидером дзеланти был кардинал Маркантонио Колонна. Другими представителями этой группировки были Джованни Баттиста Реццонико, его брат Карло Реццонико, занимавший важный пост в камерленго Святой Римской Церкви, Джованни Франческо Альбани, вице-декан Коллегии кардиналов и Алессандро Альбани, кардинал-протодьякон. Братья Реццонико представляли радикальное крыло этой группировки, в то время как дядя и племянник Альбани и Колонна представляли умеренное крыло. Среди анти-иезуитских кардиналов главным лидером был посол Людовика XVI кардинал де Берни. Интересы испанского короля Карла III представлял Кардона, интересы неаполитанского короля Фердинанда IV кардинал Орсини, а интересы императрицы Марии Терезии и её сына императора Священной Римской империи Иосифа II, находились под опекой Мигацци и Корсини. Также очень влиятельным был кардинал Жиро, бывший апостольский нунций во Франции. Несколько кардиналов не были включены в число членов этих группировок.
На Конклаве не было главного фаворита. Около тридцати кардиналов считались папабилями.

## Конклав
Конклав начался 5 октября 1774 года. Первоначально было всего 28 участников. К середине декабря их число достигло только 39, но к концу Конклава прибыли ещё пять кардиналов.
Кардинал Маркантонио Колонна, воспользовавшись небольшим числом выборщиков, в основном куриальных кардиналов, принадлежащих к его группировке дзеланти, попытался освободить отца Риччи из тюрьмы. Эта инициатива получила поддержку камерленго Карло Реццонико и кардинала Йоркского, но анти-иезуитская группировка была достаточно сильна, чтобы сорвать это.
Каждый день проводилось как минимум одно голосование, но вначале не предлагалось кандидатов с серьёзными шансами на избрание, поскольку число выборщиков было относительно небольшим, и они были обязаны дождаться прибытия остальных, особенно тех представителей тех королевских дворов, которые не имели резиденции в Риме. Дзеланти голосовали в основном за своего лидера Колонну, который получил наибольшее количество голосов на этих первоначальных баллотировках, но, безусловно, не имел шансов получить необходимое большинство в две трети. Некоторые другие кандидаты также были выдвинуты дзеланти, но все они были отвергнуты кардиналами короны как слишком про-иезуитские. Против кандидатуры Джованни Карло Боски королевские дворы Бурбонов даже объявили официальное папское вето.
Хотя группировки дворов сотрудничали, блокируя кандидатов дзеланти, они не смогли договориться по одному из своих собственных кандидатов. Испания поддерживала Паллавичино, а Австрия благоволила Висконти, бывшему апостольскому нунцию в Вене. К концу 1774 года впервые было названо имя молодого кардинала Джованни Анджело Браски. Браски принадлежал к умеренному крылу группировки дзеланти. Он был выдвинут кардиналом Жиро и получил значительное количество голосов. Кардиналы короны отвергли Браски как про-иезуитского кандидата, хотя кардинал де Берни в своём отчёте для французского двора нашёл его умеренным человеком и не исключил его поддержку в будущем, если не будет найден лучший кандидат. До конца 1774 года консенсус достигнут не был.
В январе 1775 года политические группировки выдвинули кандидатами кардиналов Мигацци, Борромео, Караччоло, Паллавичино и Висконти, но без какого-либо существенного успеха, поскольку дзеланти отклонили всех кандидатов, рекомендованных монархами. Кардинал Дзелада попытался выступить посредником между группировками, предлагая сократить число кандидатов до шести, из которых каждому из двух блоков нужно было выдвинуть по три, и избрать того, кто был бы наиболее приемлемым для всех. Но и эта инициатива также провалилась.
Постепенно французские кардиналы де Берни и Люин пришли к выводу, что невозможно найти лучшего кандидата с шансами на избрание, чем первоначально отвергнутый кардинал Браски. Это был поворотный момент Конклава. Кандидатура Браски приобрела важных и влиятельных союзников. Но Испания и Португалия всё ещё противостояли ему как слишком благоприятному по отношению к иезуитам. У Браски также было несколько противников в радикальном крыле его собственной фракции. Чтобы получить необходимое большинство, кардинал де Берни присоединился к кардиналу Дзеладе, который выступал в качестве посредника: де Берни пришлось убеждать политические группировки, а Дзеладе пришлось преодолеть оппозицию среди радикальных дзеланти. Также кардинал Альбани занимался продвижением Браски.
Кардинал Дзелада заручился поддержкой дзеланти без особых проблем. Испанский кандидат, Паллавичино, открыто заявил, что он не примет тиару, и поддержал Браски. Другие политические группировки согласились, когда Браски пообещал ратифицировать уничтожение ордена иезуитов, его дружбу с Бурбонами и Габсбургами, и согласился руководствоваться союзниками при распределении государственных должностей.

## Выборы Пия VI
15 февраля 1775 года, после 134 дней обдумывания, на 265-м голосовании, кардинал Джованни Анджело Браски был избран на папский престол, получив все голоса, кроме своего собственного, который, согласно обычаю, он отдал за Джанфранческо Альбани, вице-декана Священной Коллегии кардиналов. Он взял имя Пий VI, в честь Святого Пия V.
22 февраля 1775 года избранный Папа римский был рукоположён в епископа Рима вице-деканом Джанфранческо Альбани, кардиналом-епископом Порто-э-Санта-Руфина, при содействии соконсекраторов Генри Бенедикта Стюарта, кардинала-епископа Фраскати и камерленго Карло Реццонико, кардинала-епископа Сабины. В тот же день он также был торжественно коронован Алессандро Альбани, кардиналом-протодьяконом Санта-Мария-ин-Виа-Лата.